# Pedicularis minutilabris
Pedicularis minutilabris är en snyltrotsväxtart som beskrevs av Tsoong. Pedicularis minutilabris ingår i släktet spiror, och familjen snyltrotsväxter. Inga underarter finns listade i Catalogue of Life.